# Johann Evangelista Engl
Johann Evangelista Engl (Salzburg, Àustria, 1836 - 1921) fou un musicòleg, bibliotecari i arxiver austríac.
Des de 1870 fins a 1899 fou secretari del Mozarteums, de Salzburg, i director del Butlletí anual d'aquesta institució, i des de 1893 arxiver i administrador del Museu de Mozart. Publicà diversos estudis vers Leopold Mozart i el seu fill Wolfgang i Joseph Haydn.